# Elisæus Eliæ Hval
Elisæus Eliæ Hval, född 1652, död 4 februari 1708 i Hults församling, Jönköpings län, var en svensk präst.

## Biografi
Elisæus Hval föddes 1652. Han var son till kyrkoherden Elias Benedicti Hval och Elisabeth Zachrisdotter Brythzenia i Linderås församling. Hval blev 1673 student vid Lunds universitet och 1678 vid Kungliga Akademien i Åbo. Han avlade magisterexamen vid och prästvigdes 1683. Hval blev sedan pastorsadjunkt i Säby församling och 1694 kyrkoherde i Hults församling. Han avled 1708 i Hults församling.

### Familj
Hval gifte sig första gången med Elisabeth Styrenia. Hon var dotter till kyrkoherden Ericus Erici Styrenius och Christina Tibelia i Säby församling. De fick tillsammans barnen auditören Elias Hval, död i Riga, Elisabeth Hval som var gift med kyrkoherden Andreas Olavi Hornerus i Vireda församling och fänriken Samuel Hval.
Hval gifte sig andra gången med Emerentia Törning. Hon var dotter till kyrkoherden Johannes Törning i Västerviks församling. De fick barnen Margaretha Christina Hval som var gift med kyrkoherden Holmbrinck i Ärentuna församling, Christina Hval som var gift med komministern Litzing i Linderås församling och kvartermästaren Salander i Normlösa församling, Maria Hval och Emerentia Hval som var gift med kommissarien Myhrman.